# Ophiothamnus habrotata
Ophiothamnus habrotata är en ormstjärneart som beskrevs av Clark 1911. Ophiothamnus habrotata ingår i släktet Ophiothamnus och familjen knotterormstjärnor. Inga underarter finns listade i Catalogue of Life.